# Джоан Бенуа
Джоан Бенуа (16 травня 1957) — американська легкоатлетка, олімпійська чемпіонка. Стала переможницею першого в історії для жінок олімпійського марафону 1984 року. Їй належали світові рекорди в марафоні та напівмарафоні.
2013 року на Нью-Йоркському марафоні в 56-річному віці показала результат 2 години, 57 хвилин і 13 секунд.
Є засновницею пробігу Beach to Beacon 10K.

## Виступи на Олімпіадах
| Олімпіада         | Дисципліна       | Місце |
| ----------------- | ---------------- | ----- |
| Лос-Анджелес 1984 | марафонський біг | 1     |

## Інші досягнення
- 1979 — Бостонський марафон — перемога
- 1981 — Бостонський марафон — 3 місце
- 1983 — Бостонський марафон — перемога
- 1985 — Чиказький марафон — перемога
- 1988 — Нью-Йоркський марафон — 3 місце